# Convención de Leeds

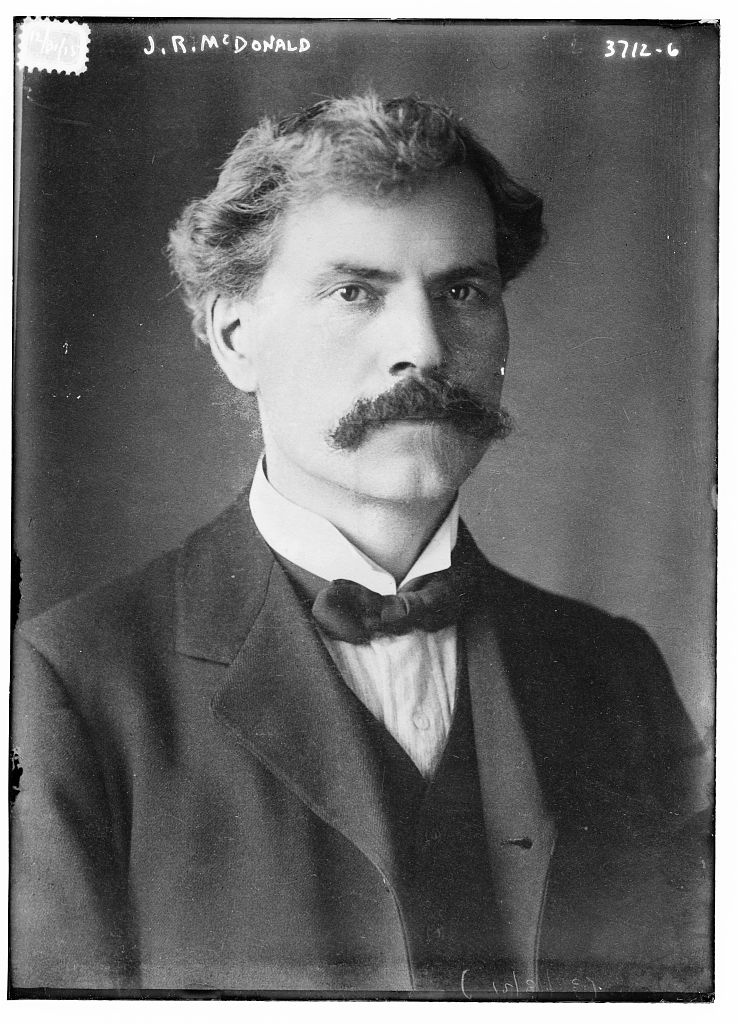
Miembro del comité organizador y orador en la conferencia James Ramsay MacDonald, fotografiado en 1916.

La Convención de Leeds fue una reunión socialista en Leeds, Inglaterra, celebrada el 3 de junio de 1917. Fue organizado por el Partido Socialista Británico y el Partido Laborista Independiente a raíz de la Revolución de Febrero, que había visto la abdicación de Nicolás II de Rusia. Los organizadores del Partido Laborista esperaban que instigara un cambio dentro del partido hacia el apoyo de un tratado de paz para poner fin a la Primera Guerra Mundial. Muchas figuras destacadas del socialismo británico hablaron en la convención y apoyaron, casi unánimemente, las cuatro resoluciones propuestas. Estos fueron para apoyar la Revolución rusa, para apoyar un tratado de paz, para apoyar las libertades civiles y para establecer una red de consejos de delegados de trabajadores y soldados.
La convención fue criticada por la prensa de derecha y planteó las preocupaciones del rey británico Jorge V, pero finalmente condujo a pocos avances. El Partido Laborista llegó a dominar el movimiento y, con el miembro destacado Philip Snowden declarando «Estoy a favor del socialismo que pasa por el parlamento y de ninguna otra manera», casi ninguno de los consejos de trabajadores y soldados se estableció. La Tercera Conferencia de Zimmerwald llegó a ser vista como la organización más prominente que pedía una «paz del pueblo». Aunque caracterizado como un cuerpo revolucionario, un historiador, Stephen White, escribiendo en 1974, afirma que la convención fue predominantemente una reunión pacifista. Muchos de sus asistentes fundaron el Partido Comunista de Gran Bretaña en 1920.

## Antecedentes y planificación
Gran Bretaña había estado involucrada en la Primera Guerra Mundial, como aliado de Rusia y Francia, luchando contra las Potencias Centrales desde el verano de 1914. La Revolución de Febrero en Rusia en marzo de 1917, que obligó a la abdicación de Nicolás II de Rusia, provocó mítines de solidaridad en Gran Bretaña y un creciente sentimiento militante en los círculos socialistas. El Partido Socialista Británico y el Partido Laborista Independiente, que se habían unido bajo el Consejo Socialista Unido, convocaron a una conferencia nacional que se celebraría en Leeds, Yorkshire, el 3 de junio.
Se estableció un comité organizador que incluía a muchas figuras destacadas de la izquierda británica, incluidos los miembros del Partido Laborista, el MP Ramsay MacDonald, Philip Snowden y George Lansbury (que intentaron utilizar el evento para adoptar una política pro-paz para el partido) y los sindicalistas Robert Williams y Robert Smillie. Se distribuyeron avisos de la reunión, afirmando que «los planes de los imperialistas, militaristas y agresionistas en toda Europa solo pueden ser frustrados por una acción concertada por parte de la clase obrera, que ahora regresa rápidamente a su adhesión a los principios de la Solidaridad Internacional del Trabajo».
En mayo, el comité organizador publicó las cuatro resoluciones que se votarían en la convención: saludar el éxito de la Revolución rusa, pedir el fin de la guerra, apoyar las libertades civiles y, por primera vez en Gran Bretaña, establecer «en cada ciudad, distrito urbano y rural» consejos de delegados de trabajadores y soldados, bajo un Consejo de Delegados de Trabajadores y Soldados. La última resolución se inspiró en el éxito de los sóviets de soldados y obreros en Rusia. Las autoridades británicas estaban preocupadas por la convención y el gabinete británico consideró prohibirla invocando la Ley de Defensa del Reino de 1914 y la convención fue criticada por la prensa de derecha.

## Convención

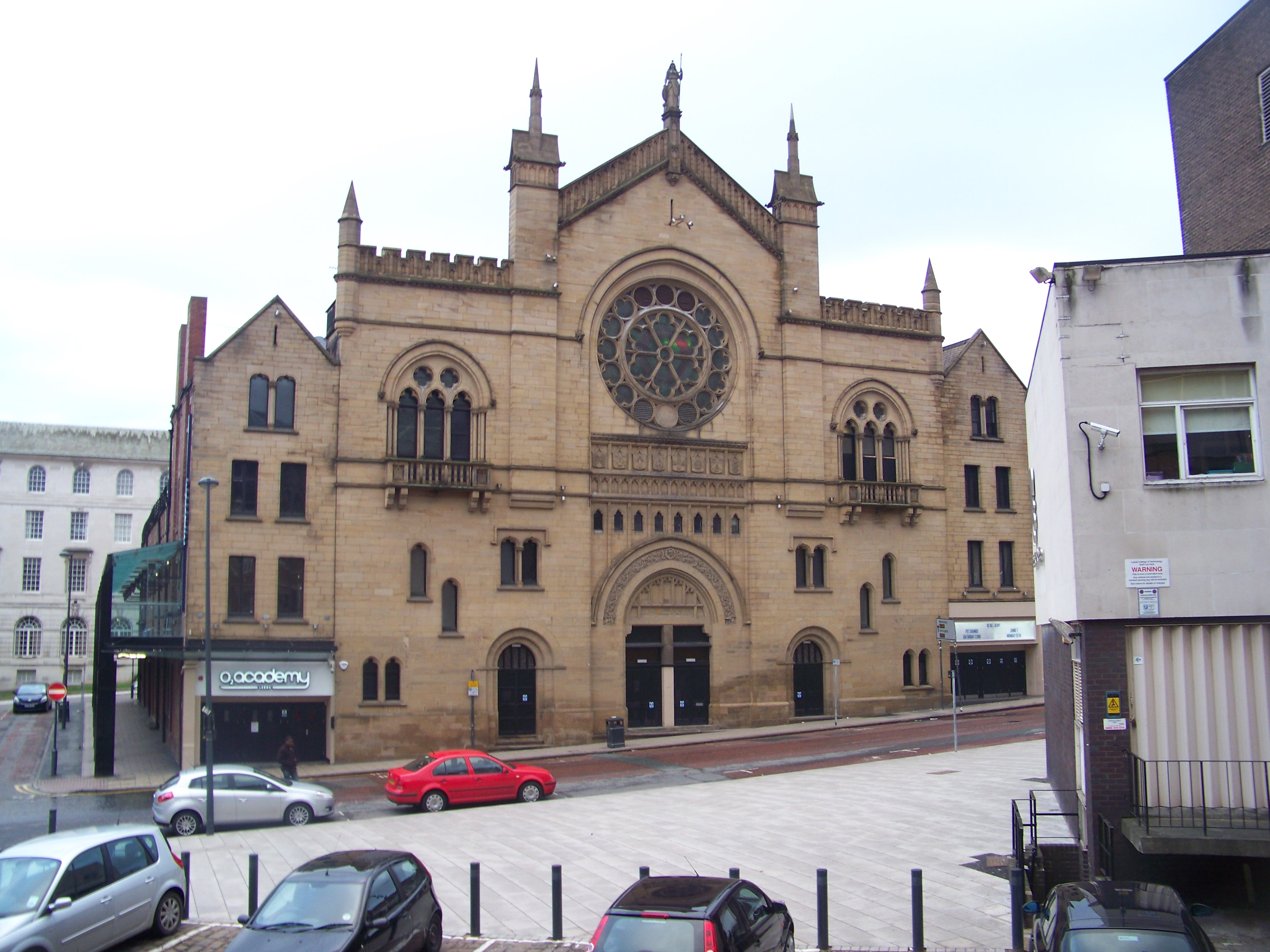
El Coliseo, ahora la O2 Academy Leeds, fotografiado en 2010.

La convención se reunió en el Leeds Coliseum el 3 de junio de 1917. Asistieron 3500 personas que el escritor socialista Ralph Miliband describió como «quizás la reunión más notable del período».
Se leyó un mensaje de telegrama de saludo del sóviet de Petrogrado, después de lo cual se procedió a votar sobre las cuatro resoluciones, todas las cuales fueron aprobadas casi por unanimidad. Los oradores de la convención incluyeron a MacDonald, Snowden, Bertrand Russell, Sylvia Pankhurst, Tom Mann, Charlotte Despard, Ernest Bevin, Dora Montefiore y Willie Gallacher.
La convención felicitó al pueblo de Rusia por la revolución que «ha derrocado una tiranía que resistía el desarrollo intelectual y social de Rusia, que ha eliminado la amenaza permanente del imperialismo agresivo en Europa del Este, y que ha liberado al pueblo de Rusia por el gran trabajo de establecer la libertad política y económica sobre una base firme y de tomar la parte principal en el movimiento internacional para la emancipación de la clase obrera de todas las formas de opresión y explotación política, económica e imperialista». Se acordó una respuesta al sóviet de Petrogrado, que señaló que la Convención de Leeds «aprobó la declaración de Rusia de política exterior y objetivos de guerra, y se comprometió a trabajar a través de su consejo de trabajadores y soldados recién constituido para una paz democrática inmediata».

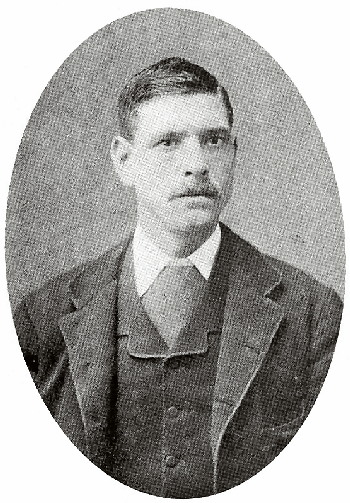
Will Thorne.

La convención provocó la preocupación del monarca británico George V, quien preguntó al miembro del Parlamento del Partido Socialista Británico Will Thorne: «¿Cree que algo malo vendrá de esta Conferencia en Leeds y las decisiones que se tomaron allí?». Thorne respondió para aplacar al rey, pero señaló que «parecía muy perturbado en la famosa Conferencia de Leeds».: 165 
La convención tuvo poco impacto práctico. El movimiento quedó bajo el control del Partido Laborista; casi ninguno de los consejos de trabajadores y soldados planificados se estableció (se sabe que se inició uno en Clydeside).: 166  En ese momento, Snowden declaró que prefería operar a través del proceso democrático existente y señaló: «No descarto, por consideraciones teóricas, que los Consejos de Trabajadores y Soldados o los Sóviets puedan llegar a Gran Bretaña, pero estoy a favor de que el socialismo pase a través del parlamento y no de otra manera». El politólogo británico Stephen White considera que los consejos no se establecieron ya que fueron reemplazados en su función principal, hacer campaña por una «paz del pueblo» sin anexiones ni indemnizaciones, por la Tercera Conferencia de Zimmerwald.: 166 

## Legado
Snowden describió la convención como «no solo el Congreso Demócrata más grande celebrado en Gran Bretaña desde los días de la agitación cartista [sino también] una expresión espontánea del espíritu y entusiasmo del movimiento laborista y demócrata». El diputado del Partido Laborista, Fred Jowett, lo describió como «el punto más alto de fervor revolucionario que había visto en este país». El escritor de historia social W. A. Orton en 1921 describió la convención como «la locura total más espectacular de la que [la izquierda socialista] durante todo el período de guerra fue responsable, lo que no es decir poco». La convención generalmente se ha caracterizado como un intento fallido de iniciar una revolución en Gran Bretaña y una indicación de que el Partido Laborista se había emocionado demasiado con los acontecimientos en Rusia, pero Stephen White, escribiendo en 1974, pensó que era más una reunión pacifista que una revolucionaria.: 165–166  Muchos de los asistentes a la convención fundarían el Partido Comunista de Gran Bretaña en 1920.